# Haus der Kunst
La Haus der Kunst (Casa del Arte) es un museo de Múnich, Alemania, localizado en la calle Prinzregentenstrasse 1 en el límite con el Englischer Garten ('Jardín inglés'), el mayor parque de la ciudad.
Construida entre 1934 y 1937 de acuerdo al plan del arquitecto Paul Ludwig Troost como el primer edificio de propaganda del Tercer Reich, en su momento fue llamado Haus der Deutschen Kunst ('Casa del arte alemán') e inaugurado en marzo de 1937 con una muestra de arte germánico: Große Deutsche Kunstausstellung, diseñada para mostrar el contraste con la exposición del considerado por el régimen «arte degenerado» o Entartete Kunst.
En octubre de 1939 la muestra fue complementada con el Tag der deutschen Kunst (Día del arte alemán) celebrando los 2000 años de cultura teutona en presencia de Adolf Hitler, Hermann Göring, Joseph Goebbels, Heinrich Himmler, Albert Speer, Robert Ley y Reinhard Heydrich, siendo documentado en el filme Farben 1939 – Tag der deutschen Kunst in München.
Después de la guerra fue usado por las tropas aliadas como oficinas y depósitos. Posteriormente fue utilizado para alojar las galerías de arte de la ciudad que habían sido bombardeadas y no tenían espacio para alojar sus obras.
Hoy se utiliza como espacio alternativo o para alojar exposiciones itinerantes. Desde 1983 alberga el club nocturno P1, célebre en la alta sociedad muniquesa.